# Adolf Fredriks lägre elementärläroverk
Adolf Fredriks lägre elentarläroverk var ett läroverk i Stockholm verksamt från 1857 till 1872.

## Historia
Skolan bildades 1822 i Adolf Fredriks församling som Adolf Fredriks lägre apologistskola. I Sveriges statskalender för 1877 anges den som Adolf Fredriks lägre elementarläroverk bildad 1858  och i Sveriges statskalender för 1881 som Adolf Fredrik lägre allmänna läroverk. I Stockholms skolregister anges skolan som bildad 1857 och upphörd 1872.